# جرمی لیولانت
جرمی لیولانت (انگلیسی: Jérémy Livolant؛ زادهٔ ۹ ژانویهٔ ۱۹۹۸) بازیکن فوتبال اهل فرانسه است که در پست هافبک بازی می‌کند.
از باشگاه‌هایی که در آن بازی کرده‌است می‌توان به باشگاه فوتبال گنگام اشاره کرد.
وی همچنین در تیم‌های ملی فوتبال France national under-16 football team و زیر ۱۹ سال فرانسه بازی کرده‌است.